# Atlas (stjärna)
För andra betydelser, se Atlas (olika betydelser).
Atlas, även betecknad 27 Tauri, är en trippelstjärna i stjärnbilden Oxen. Den ingår i Plejadernas öppna stjärnhop (M45), och är belägen 431 ljusår (132 parsec) bort.

## Nomenklatur
27 Tauri är stjärnans Flamsteedbeteckning.
År 2016 anordnade Internationella astronomiska unionen (IAU) en arbetsgrupp för stjärnnamn (WGSN) för att katalogisera och standardisera stjärnnamn. WGSN godkände namnet Atlas för den här stjärnan den 21 augusti 2016 och den är nu så inskriven i IAU-katalogen över stjärnnamn.

## Mytologi
Atlas var en titan och far till de sju systrarna Plejaderna i den grekiska mytologin.

## Egenskaper
Den primära stjärnan, Atlas A, är en blåvit jätte med en skenbar magnitud +3,62. Det är en binär stjärna vars komponenter har magnituderna 3,84 och 5,46. Den binära stjärnan har en omloppstid på 290 dygn, och dess excentricitet är ungefär 0,24.